# Edmund Randolph
Edmund Jennings Randolph, né en août 1753 à Williamsburg dans la colonie de Virginie et mort le 12 septembre 1813 à Millwood (en) dans le comté de Clarke en Virginie est un homme politique américain. Il fait partie des Pères fondateurs des États-Unis, par ailleurs, il est le premier procureur général des États-Unis sous le premier mandat de George Washington et le deuxième secrétaire d'État des États-Unis (1794-1795). Il avait été précédemment gouverneur de la Virginie (1787-1788).

## Biographie

### Jeunesse et formation
Edmund Jennings Randolph est le fils de John Randolph (loyaliste) (en) et d'Ariana Jennings. Leur maison s'appelait Tazewell Hall. La famille Jennings quitte l’Angleterre  pour se rendre en Amérique au milieu du XVIIe siècle  pour participer à la gestion juridique de la colonie. Son père, son oncle et son grand-père ont tous été avocats de la couronne britannique dans la colonie de Virginie. Le père d'Ariana était également avocat du roi dans la colonie du Maryland,,.
Après ses études au  College of William & Mary, il étudie le droit auprès de son père et de son oncle Peyton Randolph, puis il s'inscrit au barreau de Virginie et ouvre son cabinet à Williamsburg en Virginie,

### Carrière
Pendant la guerre d'indépendance, il sert dans l'armée continentale, en 1775, il devient l'aide de camp du général George Washington,,.   
En 1776,  il siège à la  quatrième Convention de Virginie (Fourth Virginia Convention (en)), puis il est élu maire de Williamsburg et procureur général de Virginie,,.   
En 1782, avec George Washington, James Madison  et  John Marshall, il représente la Virginie au Second Congrès continental dont il est à 23 ans le plus jeune membre,,   
En 1786, il est nommé au poste de gouverneur de Virginie,.   
En 1787, il présente le Plan de Virginie à la Convention fédérale de Philadelphie,,.  
Succédant à Thomas Jefferson au poste de secrétaire d'État, il est favorable comme ce dernier à une politique de neutralité vis-à-vis du conflit européen impliquant la Grande-Bretagne et une coalition de puissances européenne et la République française et opposé au traité de Jay, il rédige la Proclamation de neutralité qui sera signée et publiée par George Washington le 22 avril 1793.  
En 1795, les Britanniques l'accusent de mener en secret une politique en faveur de la France, George Washington le convoque pour répondre à ces accusations, de colère Edmund Randolph démissionne. 
Il retourne en Virginie où il se reconvertit comme avocat. Il plaide notamment en faveur d'Aaron Burr lord de son procès pour trahison.
Les archives d'Edmund Jennings Randolph sont consultables à la bibliothèque de Virginie.

### Vie privée
En 1776, il épouse Elizabeth Carter Nicholas (1753-1810), ils ont six enfants, dont  Peyton Randolph (1779-1828) qui fut également gouverneur de l'État de Virginie en 1812.
Il repose au Old Chapel Cemetery de Milwood en Virginie aux côtés de son épouse.

## Publications

### Discours
- A vindication of Edmund Randolph, Richmond, Virginie, Charles H. Wynne (réimpr. 2010, 2012, 2016) (1re éd. 1855), 106 p. (ISBN 9780428779368, OCLC 950951220, lire en ligne),

### Essai sur l'histoire de la révolution en Virginie
- « Edmund Randolph's Essay on the Revolutionary History of Virginia (1774-1782) », The Virginia Magazine of History and Biography, vol. 43, no 2,‎ avril 1935, p. 113+115-138 (25 pages) (lire en ligne ),
- « Edmund Randolph's Essay on the Revolutionary History of Virginia 1774-1782: The History of the Revolution », The Virginia Magazine of History and Biography, vol. 43, no 3,‎ juillet 1935, p. 209-232 (24 pages) (lire en ligne ),
- « Edmund Randolph's Essay on the Revolutionary History of Virginia 1774-1782 (Continued) », The Virginia Magazine of History and Biography, vol. 43, no 4,‎ octobre 1935, p. 294-315 (22 pages) (lire en ligne ),
- « Edmund Randolph's Essay on the Revolutionary History of Virginia 1774-1782 (Continued) », The Virginia Magazine of History and Biography, vol. 44, no 1,‎ janvier 1936, p. 35-50 (16 pages) (lire en ligne ),
- « Edmund Randolph's Essay on the Revolutionary History of Virginia 1774-1782 », The Virginia Magazine of History and Biography, vol. 44, no 2,‎ avril 1936, p. 105-115 (11 pages) (lire en ligne ),
- « Edmund Randolph's Essay on the Revolutionary History of Virginia 1774-1782 (Continued) », The Virginia Magazine of History and Biography, vol. 44, no 3,‎ juillet 1936, p. 223-231 (9 pages) (lire en ligne ),
- « Edmund Randolph's Essay on the Revolutionary History of Virginia 1774-1782 (Continued) », The Virginia Magazine of History and Biography, vol. 44, no 4,‎ octobre 1936, p. 312-322 (11 pages) (lire en ligne ),
- « Edmund Randolph's Essay on the Revolutionary History of Virginia 1774-1782 (Concluded) », The Virginia Magazine of History and Biography, vol. 45, no 1,‎ janvier 1937, p. 46-47 (2 pages) (lire en ligne )

## Pour approfondir

#### Notices dans des encyclopédies et manuels de référence
- (en-US) Suzanne Michele Bourgoin (dir.) et Paula K. Byers (dir.), Encyclopedia of World Biography, vol. 13 : Raffles-Schelling, Detroit, Michigan, Gale Research Inc. (réimpr. 2000, 2012, 2014) (1re éd. 1998), 527 p. (ISBN 9780787625535, OCLC 59424637, lire en ligne), p. 29-30,

#### Essais et biographies
- (en-US) John J. Reardon, Edmund Randolph : A Biography, New York & Londres, MacMillan Publishing Company, 1975, 517 p. (ISBN 9780026012003, OCLC 563066336, lire en ligne)

#### Articles anglophones
- « Edmund Randolph on the British Treaty, 1795 », The American Historical Review, vol. 12, no 3,‎ avril 1907, p. 587-599 (13 pages) (lire en ligne ),
- Irving Brant, « Edmund Randolph, Not Guilty! », The William and Mary Quarterly, vol. 7, no 2,‎ avril 1950, p. 179-198 (20 pages) (lire en ligne ),
- John M. Hemphill II, « Edmund Randolph Assumes Thomas Jefferson's Practice », The Virginia Magazine of History and Biography, vol. 67, no 2,‎ avril 1959, p. 170-171 (2 pages) (lire en ligne ),
- John Garry Clifford, « A Muddy Middle of the Road. The Politics of Edmund Randolph, 1790-1795 », The Virginia Magazine of History and Biography, vol. 80, no 3,‎ juillet 1972, p. 286-311 (26 pages) (lire en ligne ),
- Mary K. Bonsteel Tachau, « George Washington and the Reputation of Edmund Randolph », The Journal of American History, vol. 73, no 1,‎ juin 1986, p. 15-34 (20 pages) (lire en ligne ),
- Kevin R. C. Gutzman, « Edmund Randolph and Virginia Constitutionalism », The Review of Politics, vol. 66, no 3,‎ été 2004, p. 469-497 (29 pages) (lire en ligne ),